# La Wallonie
La Wallonie was een Belgische Franstalige socialistische krant.

## Historiek
De krant werd opgericht door Isi Delvigne op 1 december 1920. 
Het laatste nummer verscheen op 23 maart 1998, vervolgens fuseerde ze met Journal de Charleroi en Le Peuple tot Le Matin. 

## Bestuur

### Directeur
| Periode     | Directeur      |
| ----------- | -------------- |
| 1920 - 1951 | Isi Delvigne   |
| 1951 - 1962 | André Renard   |
| 1962 - 1968 | Robert Lambion |
| 1968 - 1987 | Joseph Coppé   |
| ...         |                |

## Bekende (ex-)medewerkers
- Joseph Coppé[2]
- Isi Delvigne
- Jacques Dubois[3]
- René Ghil
- André Gide

- Robert Lambion
- Grégoire Le Roy
- Maurice Maeterlinck
- Stéphane Mallarmé
- Ernest Mandel[4]

- André Renard
- Émile Verhaeren
- Paul Valéry
- Paul Verlaine